# Néstor Clausen
Néstor Clausen (29 de setembre de 1962) és un exfutbolista argentí i entrenador.

## Selecció de l'Argentina
Va formar part de l'equip argentí a la Copa del Món de 1986.